# Kieszeń bamberska

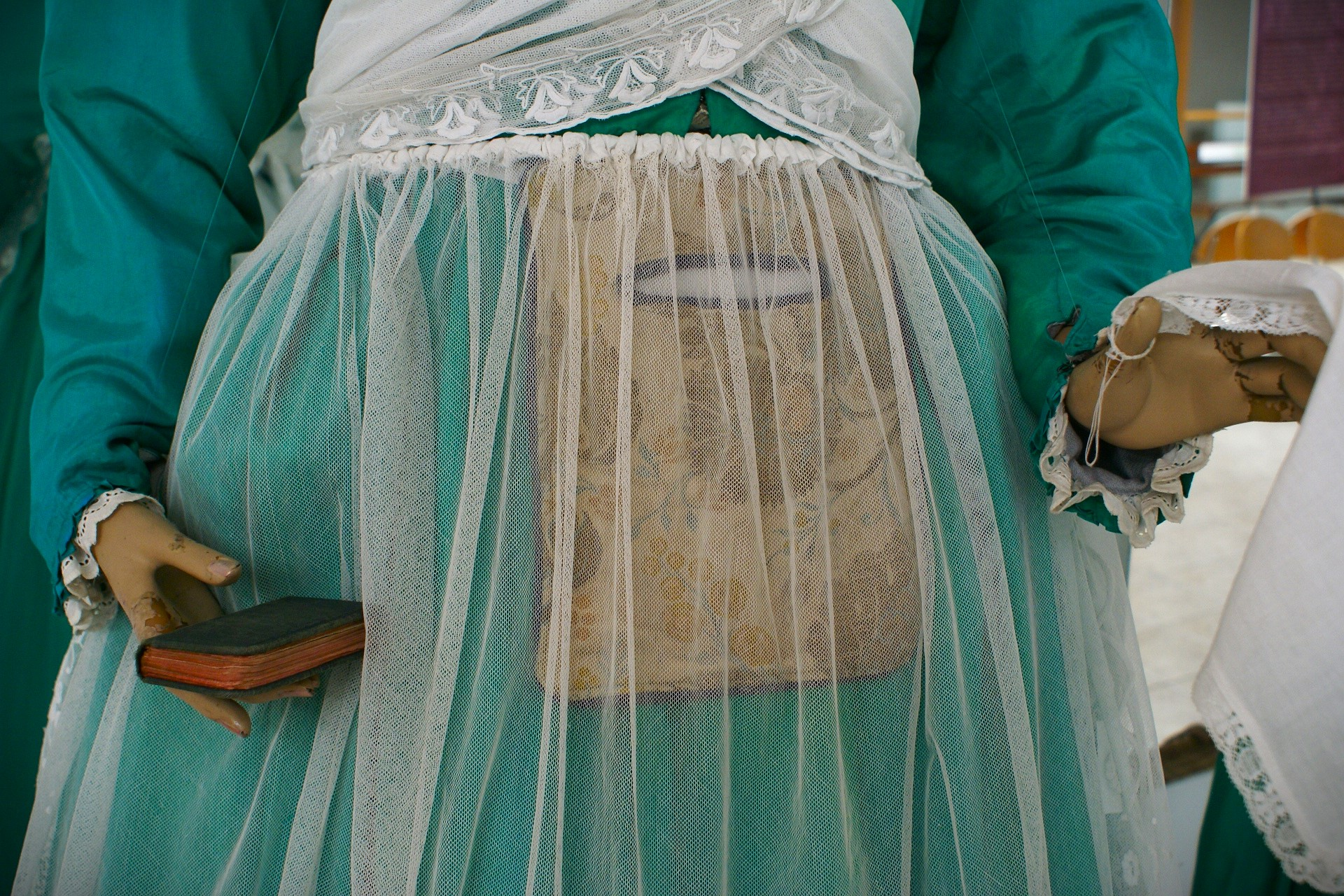
Kieszeń bamberska pod fartuchem, ze zbiorów Towarzystwa Bambrów Poznańskich

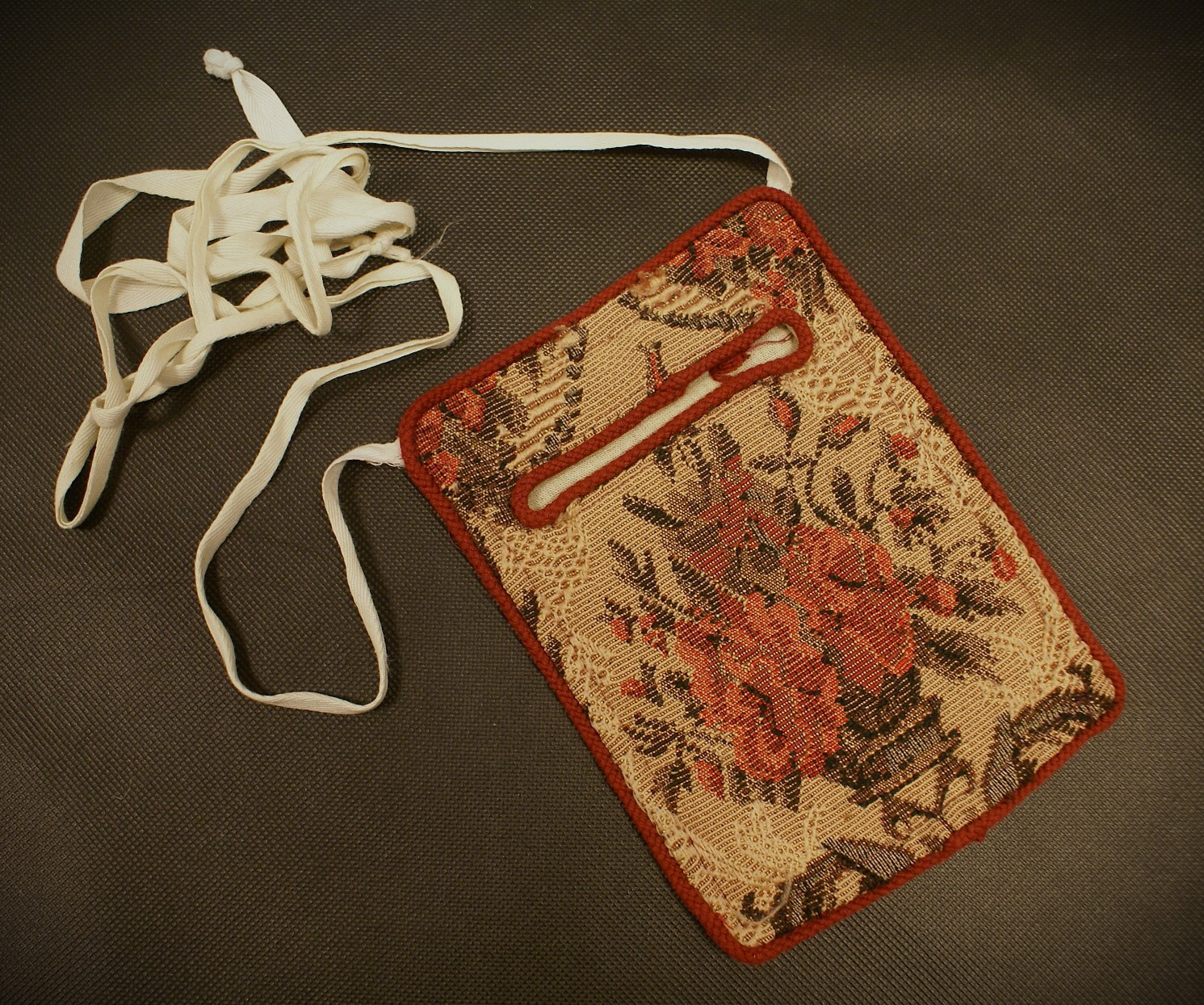
Kieszeń bamberska, ze zbiorów Towarzystwa Bambrów Poznańskich

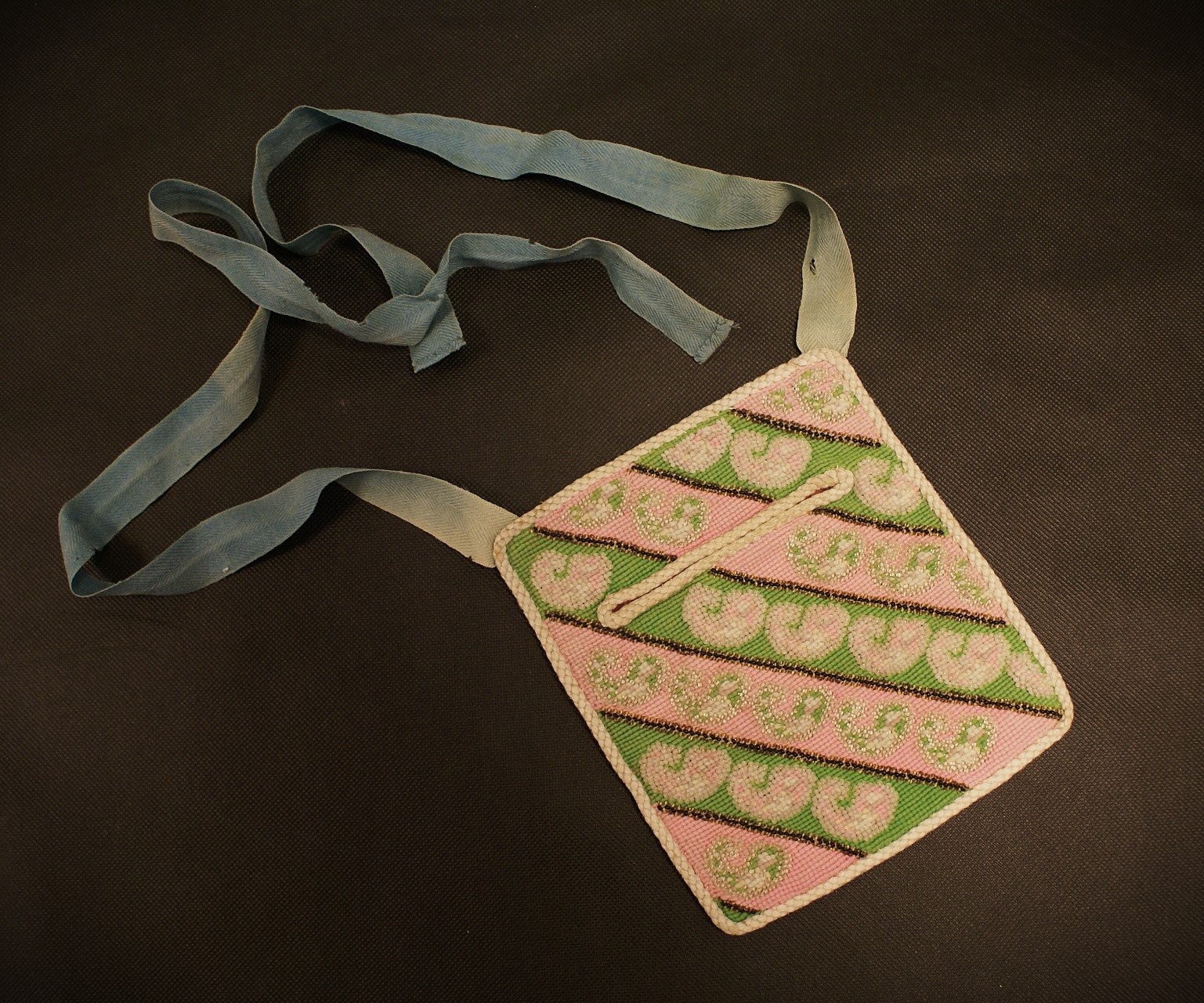
Kieszeń bamberska wyszywana koralikami, ze zbiorów Towarzystwa Bambrów Poznańskich

Kieszeń bamberska - element kobiecego stroju bamberskiego, przywiązywana w pasie pod fartuchem za pomocą bawełnianych tasiemek. Przechowywano w niej pieniądze, pełniła funkcję sakiewki na pieniądze. Wykonywano ją samodzielnie z dwóch prostokątnych kawałków tkaniny. Kolor był kontrastowy w stosunku do koloru spódnicy. Górna część kieszeni była zdobiona haftem i była przecięta tak, by powstał otwór pasujący do dłoni właścicielki. Brzeg wlotu kieszeni lamowano aksamitem lub obszywano ozdobnym sznurkiem.  

## Zdobienia
Wykonywane były z kawałków tkaniny o wymiarach ok. 20x17 cm. Najczęściej powstawała z aksamitu, żakardu. Do wykonywania podszewki stosowano satynę, inlet, surówkę bawełnianą. Wierzch kieszeni zdobiono czterema technikami, z wykorzystaniem techniki haftu krzyżykowego lub haftu płaskiego:
- haft wełną na kanwie
- haft koralikami na kanwie lub aksamicie
- haft jedwabiem na aksamicie, jedwabiu lub brokacie[4]
- haft złoty na aksamicie[2]

Dominowały motywy roślinne (bukieciki kwiatków, gałązki), zwierzęce (ptaszek na gałęzi), geometryczne (gwiazdki) oraz religijne (serce przebite strzałą, serce "gorejące", krzyżyki, wieniec cierniowy, baranek). Kompozycję haftu często uzupełniał monogram właścicielki i data wykonania lub urodzenia właścicielki. Kieszenie były też wykonywane na szydełku lub dziergane na drutach. 

## Funkcje
- praktyczne - przechowywanie pieniędzy, noszono ją do ubioru codziennego. Była wiązana pasie po lewej lub prawej stronie pod nieprzezroczystym fartuchem[2]. Kieszenie do ubioru codziennego miały czasem kształt sakiewki i nazywano je trubkami[7].
- dekoracyjne - uzupełnienie stroju ludowego, noszono ją do stroju uroczystego. Zawieszano ją po lewej stronie tak, by była widoczna pod tiulowym fartuchem[2].
- estetyczne - wyrażała preferencje estetyczne właścicielki, która ją samodzielnie wykonywała i zdobiła[2].